# Liceo classico statale Amedeo di Savoia

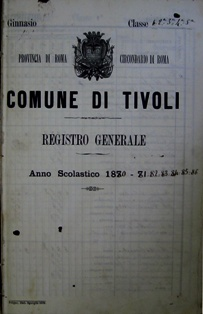
Il registro dei voti del ginnasio dal 1880 al 1886

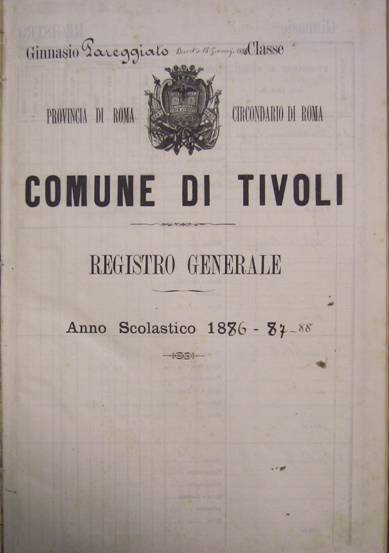
Il registro dei voti del ginnasio divenuto pareggiato nel 1886

Il liceo classico statale "Publio Elio Adriano" è un liceo classico situato a Tivoli in provincia di Roma. La sede si trova, dal mese di giugno 2018, in via Rivellese, 30/A. Dal 1 settembre 2012 ha abbandonato la vecchia intitolazione ad "Amedeo di Savoia", confluendo, insieme al Liceo Artistico di Tivoli, nell'Istituto d'Istruzione Superiore "Via Tiburto 44". Dal 24 gennaio 2021 è stato rinominato “Publio Elio Adriano”.

## Storia
Nella città di Tivoli, appartenente allo stato pontificio, prima dell'unità d'Italia erano attivi il ginnasio e la scuola tecnica, alle dirette dipendenze del comune. Il ginnasio divenne pareggiato nel 1886 e divenne poi governativo nel 1889. Su richiesta dell'amministrazione comunale, il regio ginnasio fu intitolato l'anno seguente (insieme alla scuola tecnica e al convitto nazionale) ad Amedeo I di Spagna, scomparso, non ancora quarantacinquenne, neanche due mesi prima, il 18 gennaio.
Nel 1895 fu creato il regio liceo di Tivoli, unito al regio ginnasio già esistente. I programmi, varati nel 1899 mettono in rilievo l'insegnamento delle tre materie tipiche e caratteristiche dell'intero corso, la lingua e le lettere italiane, latine e greche.
Con la riforma Gelmini del 2010 assunse la denominazione di liceo classico statale "Amedeo di Savoia" e dal 1º settembre del 2012 è confluito nell'istituto d'istruzione superiore "Via Tiburto 44", formato mediante l'aggregazione della sezione associata dell'istituto d'istruzione superiore "Via S. Agnese, 44" (liceo artistico) al liceo classico "Amedeo di Savoia". Dal 2019 l'istituto è stato trasferito nella nuova sede in Strada Rivellese 30/A, rinominata in via Giorgio Petrocchi il 19 ottobre 2019.

## Pubblicazioni

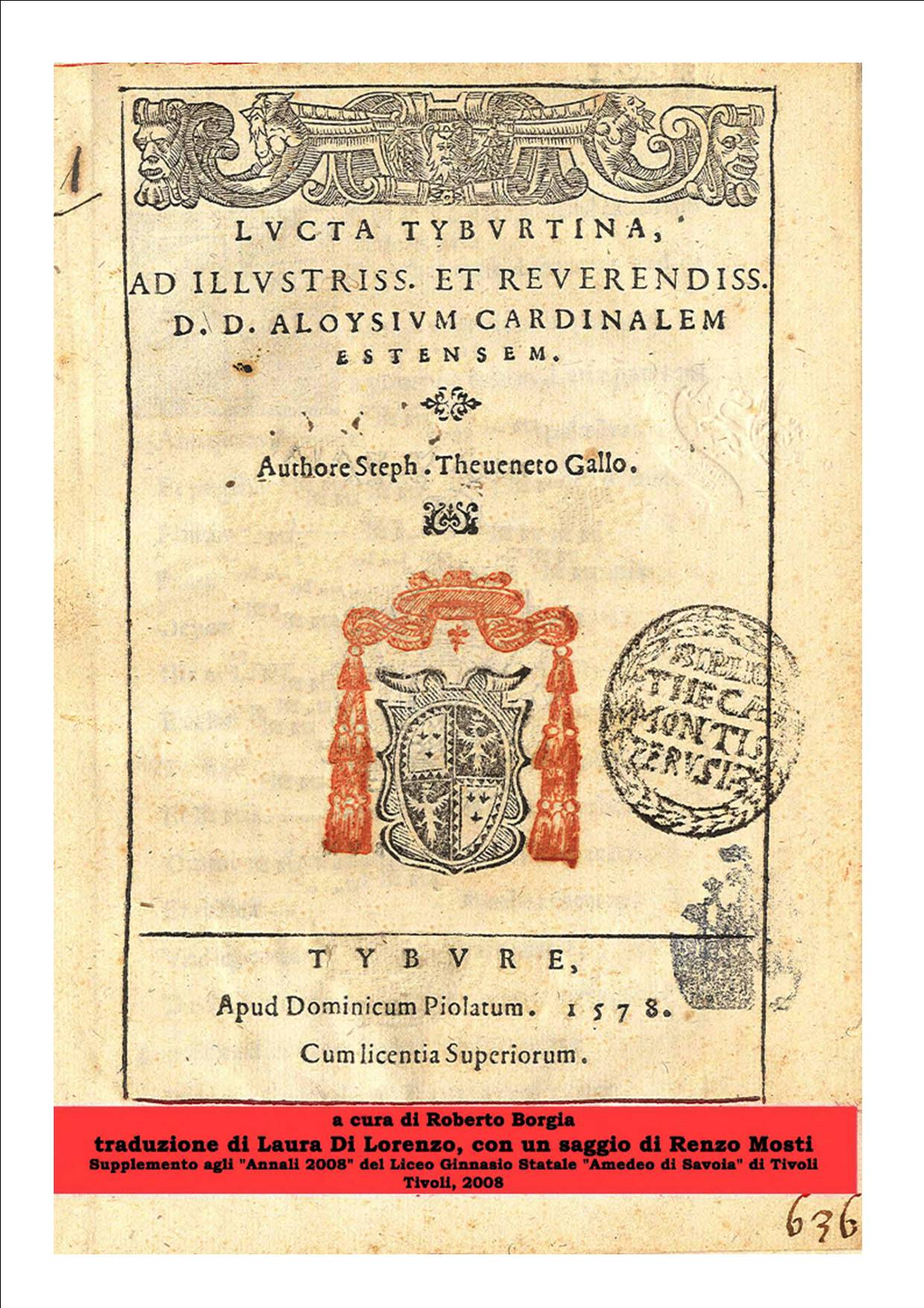
La copertina di Lucta Tyburtina

- Annali del liceo classico Amedeo di Savoia pubblicati a partire dal 1988, con contributi di insegnanti, ex-insegnanti, alunni ed ex-alunni. Venivano presentati ufficialmente nel corso di una pubblica cerimonia nel mese di maggio o giugno di ogni anno presso le Scuderie Estensi a Tivoli o nell'aula magna del Convitto Nazionale di Tivoli o a Villa d'Este. Col trasferimento nella nuova sede di via Giorgio Petrocchi, i volumi vengono ora presentati nell'Aula Magna dello stesso Istituto[10].
- Collana Contributi alla conoscenza del patrimonio tiburtino ideata nel 1997 ed diretta da Roberto Borgia, dirigente scolastico del Liceo Classico dal 2000 al 2012. Si tratta di testi su autori che hanno descritto o narrato i più svariati aspetti della città di Tivoli. Vengono pubblicati anche volumi di argomento prettamente scientifico. I volumi dai numeri 3 a 12 compreso sono stati editi per i tipi del Liceo Classico "Amedeo di Savoia".
  1. Un poeta tiburtino: Federico Fredi Panigi (1923-1994), Tivoli, 1997 e 1998, tre edizioni per i tipi della Scuola media statale "Giuseppe Petrocchi"[11].
  2. Alle scali de San Biaciu, commedia in dialetto tiburtino, Tivoli, 1998, per i tipi della Scuola media statale "Giuseppe Petrocchi".
  3. Thoma De Neris, De tyburtini aeris salubritate commentarius, Romae, apud Alexandrum Zannettum, 1622, ristampa anastatica, Tivoli, 2007, ISBN 978-88-902795-1-5[12].
  4. Estienne Thevenet, Lucta tyburtina ..., 1578, ristampa anastatica con traduzione di Laura Di Lorenzo ed un saggio di Renzo Mosti, Tivoli, 2008, ISBN 978-88-902795-2-2.[13].
  5. In memoria del cardinale di Ferrara Ippolito II d'Este nel cinquecentesimo anniversario della nascita (1509-2009), Tivoli, 2009, ISBN 978-88-902795-5-3.[14]
  6. Tommaso Neri, La salubrità dell'aria di Tivoli, presso Alessandro Zannetto, 1622, traduzione di Laura Di Lorenzo con a fronte il testo latino, Tivoli, 2009, ISBN 978-88-902795-6-0[15].
  7. Renato Gentili, Breuissima et vtilissima istruttione del modo che ha da tener il cortegiano, o cittadino, per sapersi rettamente, & conuenientemente gouernare nelle corti, o nella sua Città. Ritratta da i precetti ciuili di Plutarco per Renato Gentili, in Tivoli, 1578, ristampa anastatica, Tivoli, 2011, ISBN 978-88-902795-8-4[16]
  8. Arianna Pascucci, L'iconografia medievale della Sibilla Tiburtina, Tivoli, 2011, ISBN 978-88-97368-00-7[17].
  9. Barbara Borgia, Modelli matematici di diffusione del virus dell'HIV/AIDS, Tivoli, 2011, ISBN 978-88-97368-01-4[18].
  10. Antonio del Re, Dell'Antichità Tiburtine, Volume primo (capitoli I e II), 1611, a cura di Pietro Candido, Tivoli, 2012, ISBN 978-88-97368-03-8[19].
  11. Deuotissime orationi ch'ogni notte, Oltre il diuino Offitio, soleua dire la fe. me. Dell'illustriss. et reuerrndiss Sig. Cardinal d'Este, 1588, ristampa anastatica con appendici, 2012. Edizione web ISBN 978-88-97368-06-9[20].
  12. Storia di Tivoli (Tiburis Urbis Historia), 1589, con la traduzione italiana posta di riscontro al testo latino del dottor RAFFAELE DEL RE, primo libro. Manoscritto del 1907. A cura di Roberto Borgia, 2013, edizione per il web.[21].
  13. MARCI ANTONII NICODEMI, Tiburis Urbis Historia, Primae pentadis liber primus, curavit Roberto Borgia, ex unico edito et diligentissime servato exemplari in Romae Sapientiae Athenaei Bibliotheca Alexandrina (MARCO ANTONIO NICODEMI, Tiburis Urbis Historia, 1589, primo libro della prima Pentade, ristampa anastatica dell'unico esemplare conservato nella Biblioteca Alessandrina di Roma, con introduzione, traduzione e commento); editore Roberto Borgia, Tivoli, 2013.ISBN 978-88-909269-0-7. Contiene in appendice Berosi sacerdotis chaldaici Antiquitatum libri quinque ex editione anni 1498 (Venetiis) usque ad ed. anni 1659[22]
  14. Vittime tiburtine nel turbine bellico 1943-1944 con la poesia Tivuli martorizzatu; editore Roberto Borgia, Tivoli, 2014. ISBN 978-88-909269-1-4.